# Meningioma
Meningioma é um tumor geralmente de crescimento lento que se forma nas meninges, as membranas que envolvem o cérebro e medula espinal. Os sintomas dependem da localização e são o resultado da pressão do tumor nos tecidos adjacentes. Em muitos casos o tumor nunca chega a manifestar sintomas. Em alguns casos podem ocorrer crises epilépticas, status epilepticus, demência, problemas de fala, problemas de visão, fraqueza de um dos lados do corpo ou incontinência urinária.
Entre os fatores de risco estão a exposição a radiação ionizante, como a radioterapia, antecedentes familiares da doença e neurofibromatose do tipo II. À data de 2014 não aparentava existir qualquer relação com o uso de telemóveis. Os meningiomas aparentam ser capazes de se formar a partir de uma série de diferentes tipos de células, incluindo células aracnóides. O diagnóstico é geralmente confirmado por exames imagiológicos,
Nos casos em que não se manifestam sintomas, pode ser necessária apenas vigilância. A maior parte dos casos que produzem sintomas podem ser curados com cirurgia. Após cirurgia com remoção completa do tumor, o tumor recorre em menos de 20% dos casos. Quando não é possível cirurgia ou o tumor não pode ser removido, pode ser considerada radiocirurgia. A quimioterapia não tem demonstrado ser útil. Uma pequena percentagem de casos é de crescimento rápido e está associado a prognósticos mais desfavoráveis.
A condição afeta atualmente 1 em cada 1000 pessoas nos Estados Unidos. O tumor geralmente forma-se em idade adulta. Os tumores deste grupo representam cerca de 30% de todos os tumores cerebrais. A condição afeta duas vezes mais mulheres do que homens. As descrições médicas de meningiomas remontam a pelo menos 1614 pelo médico suiço Felix Plater.